# Hyperacrius
Genre
Hyperacrius est un genre de rongeurs de la famille des Cricétidés. Les deux espèces de ce genre vivent en Inde et au Pakistan.

## Liste des espèces
Selon Mammal Species of the World (version 3, 2005)  (12 mars 2016) et ITIS (12 mars 2016) :
- Hyperacrius fertilis (True, 1894)
- Hyperacrius wynnei (Blanford, 1881)